# Tratado de Péronne (1200)
El tratado de Péronne fue un acuerdo entre el rey francés Felipe II y el conde Balduino IX de Flandes el 2 de enero de 1200. Fue firmado en Péronne (Somme), Francia.
El tratado puso fin al conflicto por la posesión de la fallecida Isabel de Vermandois (1183), la esposa del conde Felipe de Alsacia (la cual fue dividida en 1185 por el tratado de Boves entre Felipe II de Francia y Felipe de Alsacia).
En este tratado, el rey Felipe II aceptó condiciones que estaban por debajo de lo que hubiera podido conseguir, pero quiso tener en cuenta una posible coalición con Flandes e Inglaterra. Así se dio por contento con las tierras conseguidas en el norte y con una parte del Artois – Arras, Bapaume, Hesdin y Lens.